# Florian Michel
Florian Michel, né le 25 mars 1992 à Saint-Martin-d'Hères, est un joueur de football français qui occupe le poste de milieu de terrain au Grenoble Foot 38.

## Biographie
Le 2 août 2019, il dispute son premier match de Ligue 2 à l'occasion de la 2e journée de championnat.

## Statistiques
| Saison                | Club                  | Championnat           | Championnat | Championnat | Coupe(s) nationale(s) | Coupe(s) nationale(s) | Total | Total |
| Saison                | Club                  | Division              | M.          | B.          | M.                    | B.                    | M.    | B.    |
| 2019-2020             | Grenoble Foot 38      | Ligue 2               | 11          | 0           | 2                     | 0                     | 13    | 0     |
| 2020-2021             | Grenoble Foot 38      | Ligue 2               | 25          | 0           | 1                     | 0                     | 26    | 0     |
| 2021-2022             | Grenoble Foot 38      | Ligue 2               | 11          | 0           | -                     | -                     | 11    | 0     |
| Total sur la carrière | Total sur la carrière | Total sur la carrière | 47          | 0           | 3                     | 0                     | 50    | 0     |